# 大嶽 (相撲)
大嶽（おおたけ）は、日本相撲協会の年寄名跡のひとつ。初代・大竹が四股名として名乗っていたもので、当初は大竹という名跡であったが、由来は定かではない。
11代・土州山が二所ノ関一門の創設に尽力して以降は同一門内で襲名されている（一時期貴乃花一門へ移籍したが、同一門の閉鎖後は復帰）。11代の定年後は、二所ノ関部屋から一代年寄を襲名した大鵬幸喜が現役時代、引退後も一貫して保有しており、代々の襲名者が大鵬部屋の部屋付き、あるいは後継の大嶽部屋の師匠をつとめている。
以前は「おおだけ」と読みが濁っていたが、16代が大鵬部屋を継承する際に本来の読みである「おおたけ」に戻している。

## 大嶽の代々
- 代目の太字は、部屋持ち親方。

| 代目 | 引退時しこ名          | 最高位 | 現役時の所属部屋                        | 襲名期間                               | 備考                                             |
| ---- | --------------------- | ------ | --------------------------------------- | -------------------------------------- | ------------------------------------------------ |
| 初代 | 大竹市左衛門          | ---    | ---                                     | ---                                    |                                                  |
| 2代  | 玉ヶ橋谷五郎          | 十1    | 玉垣部屋                                | 1846年11月-1849年9月（死去）           |                                                  |
| 3代  | 武藏野門太            | 前4    | 武蔵川部屋                              | 1852年2月-1854年?（廃業）              |                                                  |
| 4代  | 和田ヶ原甚四郎        | 前2    | 追手風部屋                              | 1861年2月-1887年10月（死去）           |                                                  |
| 5代  | 海山太郎              | 前1    | 猪名川（大阪）-玉垣-大嶽 -根岸-友綱部屋 | 1887年10月-1887年12月                  | 二枚鑑札 6代友綱に名跡変更                       |
| 6代  | 鞆ノ平武右衛門        | 関脇   | 湊-玉垣-梅ヶ谷-雷部屋                   | 1893年5月-1894年8月（廃業）            |                                                  |
| 7代  | 司天龍政吉            | 小結   | 小野川-玉垣-雷-八角部屋                 | 1895年6月-1895年7月                    | 5代中立に名跡変更                                |
| 8代  | 毛谷村六介            | 下1    | 大嶽-雷部屋                             | 1897年5月-1918年1月（廃業）            | 二枚鑑札                                         |
| 9代  | 玉手山七郎            | 関脇   | 大嶽-中村-雷部屋                        | 1918年1月-1920年1月（廃業）            |                                                  |
| 10代 | 駒泉徳治郎            | 前2    | 井筒部屋                                | 1922年1月-1934年5月（廃業）            |                                                  |
| 11代 | 土州山好一郎          | 前4    | 二子山-中立-二子山部屋                  | 1939年1月-1968年12月（停年(定年)退職） |                                                  |
| 12代 | 花光節夫              | 前3    | 花籠部屋                                | 1970年9月-1974年1月                    | 借株 15代放駒に名跡変更                          |
| 13代 | 若ノ海正照 (1945年生) | 前2    | 花籠部屋                                | 1978年1月-1992年6月（廃業）            | 借株                                             |
| 14代 | 巨砲丈士              | 関脇   | 二所ノ関-大鵬部屋                       | 1992年6月-1997年7月                    | 借株 14代楯山に名跡変更                          |
| 15代 | 大竜忠博              | 十4    | 大鵬部屋                                | 1997年7月-2002年9月                    | 借株 16代佐ノ山に名跡変更                        |
| 16代 | 貴闘力忠茂            | 関脇   | 藤島-二子山部屋                         | 2002年9月-2010年7月（解雇）            |                                                  |
| 17代 | 大竜忠博              | 十4    | 大鵬部屋                                | 2010年7月-                             | 15代の再襲名 2025年9月に18代熊ヶ谷に名跡変更予定 |